# DuPont Pioneer
DuPont Pioneer, in precedenza Pioneer Hi-Bred, è il più grande produttore statunitense di semi ibridi per l'agricoltura.
La società, che ha sede a Johnston, nell'Iowa, e possiede uffici e stabilimenti in tutto il mondo, è una tra le maggiori produttrici di semi OGM al mondo, producendo e rivendendo semi ibridi di mais in 70 paesi. La società, inoltre, produce semi di sorgo, girasole, soia, erba medica, colza, riso, mais e foraggio.

## Storia
Nel 1926 Henry A. Wallace, futuro vicepresidente degli Stati Uniti d'America, assieme ad un gruppo di investitori di Des Moines fondò la Hi-Bred Corn Company. A quel tempo la maggior parte dei produttori di mais preservava una parte dei semi dal raccolto per riutilizzarli nel raccolto dell'anno successivo.
Wallace da anni si stava interessando di ibridizzazione, poiché in essa vedeva il futuro della produzione di mais. La sua intuizione si rivelò azzeccata, e dal 1940 più del 90% del mais prodotto nel Nord America proveniva da semi ibridi.

Nel 1997 la DuPont acquisisce il 20% di Pioneer Hi-Bred, mentre nel 1999 DuPont completa l'acquisizione comprando il restante 80% per 7,7 miliardi di dollari. Nel 2012 DuPont annuncia che la società cambierà nome diventando DuPont Pioneer.

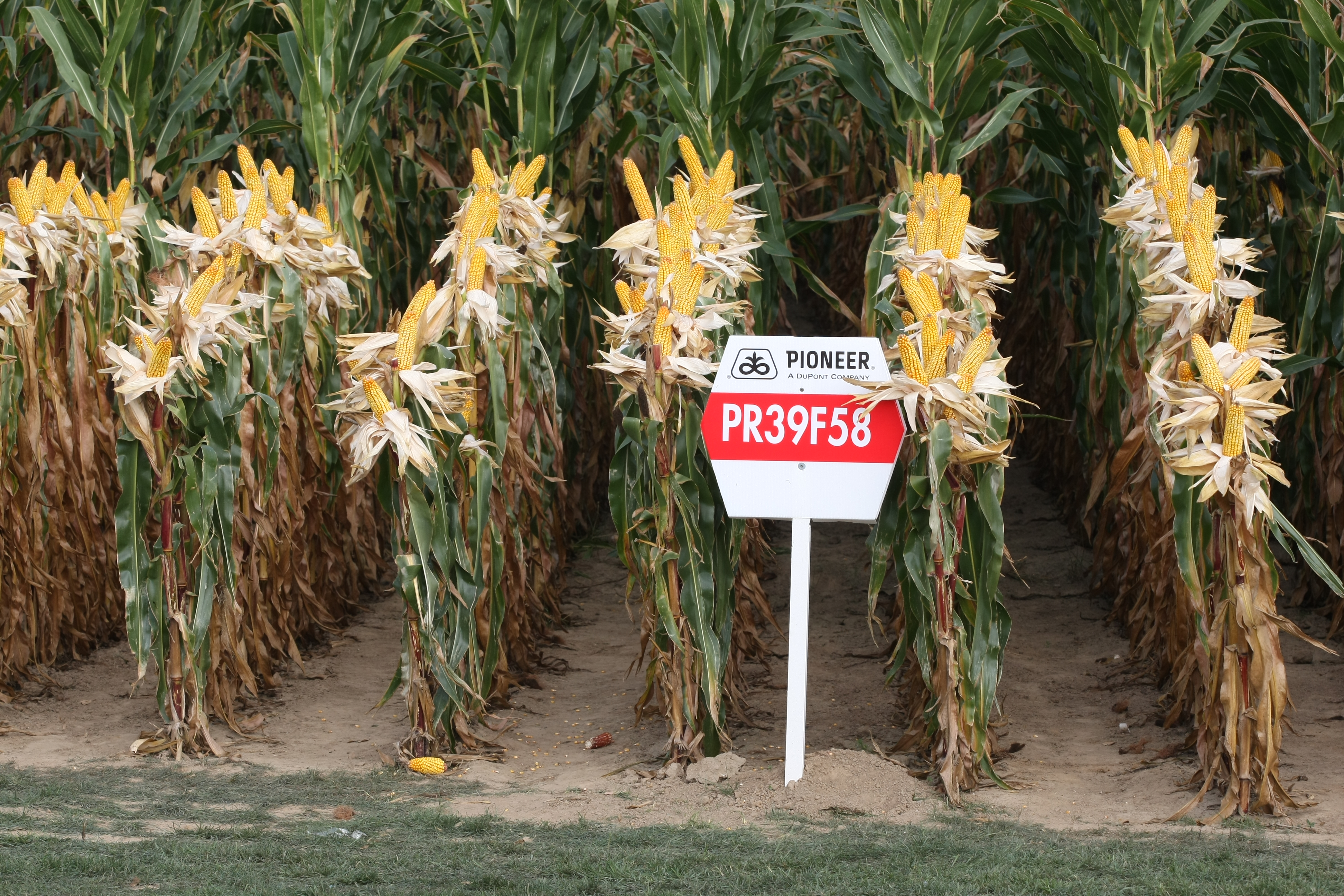
Campo coltivato con mais ibrido DuPont Pioneer.
di